# Fröagölen (Älmeboda socken, Småland)
Fröagölen är en sjö i Tingsryds kommun i Småland och ingår i Nättrabyåns huvudavrinningsområde. Sjön har en area på 0,0937 kvadratkilometer och ligger 122,9 meter över havet. Vid provfiske har abborre, mört och sutare fångats i sjön.

## Delavrinningsområde
Fröagölen ingår i det delavrinningsområde (626629-146880) som SMHI kallar för Mynnar i Nättrabyån. Medelhöjden är 139 meter över havet och ytan är 11,44 kvadratkilometer. Det finns ett avrinningsområde uppströms, och räknas det in blir den ackumulerade arean 26,15 kvadratkilometer. Vattendraget som avvattnar avrinningsområdet har biflödesordning 2, vilket innebär att vattnet flödar genom totalt 2 vattendrag innan det når havet efter 47 kilometer. Avrinningsområdet består mestadels av skog (62 procent), öppen mark (13 procent) och jordbruk (12 procent). Avrinningsområdet har 2,04 kvadratkilometer vattenytor vilket ger det en sjöprocent på 7,8 procent.